# Proof (album)
Proof là album tuyển tập đầu tiên của nhóm nhạc nam Hàn Quốc BTS. Sản phẩm được phát hành vào ngày 10 tháng 6 năm 2022 thông qua Big Hit Music. Bài hát chủ đề của album là "Yet to Come (The Most Beautiful Moment)" được phát hành vào cùng ngày.

## Bối cảnh và phát hành
Cuối buổi hòa nhạc Permission to Dance on Stage của BTS tại sân vận động Allegiant vào ngày 16 tháng 4 năm 2022, một video bao gồm những đoạn trích các video âm nhạc từ các kỷ nguyên trước đây của nhóm bất ngờ được phát hành. Đoạn clip kết thúc bằng khẩu hiệu "We Are Bulletproof" và ngày phát hành "2022.06.10". Ngày hôm sau, Big Hit Music xác nhận album mới của BTS sẽ được phát hành vào ngày 10 tháng 6 với nhiều thông tin chi tiết sẽ được tiết lộ trong thời gian tới. Tên của album, Proof, được tiết lộ thông qua một đoạn video giới thiệu được công chiếu trên YouTube của nhóm vào ngày 4 tháng 5. Đơn đặt hàng trước cho album bắt đầu vào cùng ngày thông qua Weverse Shop. Theo một thông báo sau đó được đăng tải trên Weverse và được chia sẻ thông qua Twitter, album có 3 đĩa CD bao gồm các bài hát mà BTS phát hành xuyên suốt 9 năm qua, cũng như 3 bài hát mới. Đồng thời, 2 phiên bản của album là "Standard" và "Compact" cũng có sẵn để đặt mua. Lịch trình phát hành album được công bố vào ngày 5 tháng 5. Bài hát chủ đề — một trong những bài hát mới được đề cập trước đó, có tên là "Yet to Come (The Most Beautiful Moment)" — và video âm nhạc đi kèm của bài hát sẽ được phát hành cùng với album vào ngày 10 tháng 6.
Danh sách bài hát cho đĩa CD đầu tiên của album được tiết lộ vào ngày 9 tháng 5 (KST). Đĩa CD bao gồm 19 bài hát chứa tất cả các bài hát chủ đề của BTS từ "No More Dream" (2013) đến "Butter" (2021), cũng như bài hát mới là "Yet to Come (The Most Beautiful Moment)" và phiên bản làm lại cho bài hát "Born Singer" (2013) của nhóm. Bài hát ban đầu được nhóm phát hành miễn phí ngay sau khi ra mắt, lấy đoạn nhạc mẫu từ bài hát "Born Sinner" của rapper người Mỹ J. Cole trong album cùng tên của anh. Mặc dù vậy, bài hát chưa từng được phát hành trong bất kỳ album nào của nhóm.

## Đánh giá chuyên môn
| Đánh giá chuyên môn  | Đánh giá chuyên môn |
| Điểm trung bình      | Điểm trung bình     |
| Nguồn                | Đánh giá            |
| -------------------- | ------------------- |
| Metacritic           | 89/100              |
| Nguồn đánh giá       |                     |
| Nguồn                | Đánh giá            |
| Rolling Stone        | [ 12 ]              |
| AllMusic             | [ 13 ]              |
| Clash Music          | 7/10                |
| Consequence of Sound | A-                  |

Sau khi phát hành, Proof nhận được đánh giá tích cực từ tạp chí Rolling Stone, trong đó mô tả đĩa đơn này là "sự pha trộn nét cổ điển của BTS giữa nhạc pop và hip hop, mang đến một lời hứa đầy hy vọng về một tương lai tươi sáng hơn: 'Chúng tôi chẳng quan tâm, những bước trở thành người giỏi nhất / (Chúng tôi chẳng quan tâm) / Vương miện và những đóa hoa, vô số chiếc cúp / (Chúng tôi chẳng quan tâm) / Ước mơ và hy vọng và tiến về phía trước.'" Tại Metacritic, nơi chỉ định xếp hạng chuẩn hóa trong số 100 cho các bài đánh giá từ các nhà phê bình, album nhận được số điểm trung bình là 89, cho thấy "sự hoan nghênh toàn cầu".

## Diễn biến thương mại
Chỉ trong ngày phát hành album, Proof bán được hơn 2 triệu bản trên toàn cầu.

## Danh sách bài hát
| Danh sách bài hát của Proof – CD 1 | Danh sách bài hát của Proof – CD 1                                                          | Danh sách bài hát của Proof – CD 1                                                                          | Danh sách bài hát của Proof – CD 1 | Danh sách bài hát của Proof – CD 1 |
| STT                                | Nhan đề                                                                                     | Sáng tác | Sản xuất                           | Thời lượng                         |
| ---------------------------------- | ------------------------------------------------------------------------------------------- | --- | ---------------------------------- | ---------------------------------- |
| 1.                                 | "Born Singer"                                                                               | Jermaine Cole James Fauntleroy II Anthony Parrino Canei Finch Juro "Mez" Davis Ibrahim Hamad RM Suga J-Hope |                                    | 3:59                               |
| 2.                                 | "No More Dream" (từ 2 Cool 4 Skool, 2013)                                                   | Pdogg "Hitman" Bang RM Suga J-Hope Supreme Boi Jungkook                                                     | Pdogg                              | 3:42                               |
| 3.                                 | "N.O" (từ O!RUL8,2?, 2013)                                                                  | Pdogg "Hitman" Bang RM Suga                                                                                 | Pdogg                              | 3:30                               |
| 4.                                 | "Boy in Luv" (상남자; từ Skool Luv Affair, 2014)                                            | Pdogg "Hitman" Bang RM Suga Supreme Boi                                                                     | Pdogg                              | 3:50                               |
| 5.                                 | "Danger" (từ Dark & Wild, 2014)                                                             | Pdogg Thanh Bùi "Hitman" Bang RM Suga J-Hope                                                                | Pdogg                              | 4:05                               |
| 6.                                 | "I Need U" (từ The Most Beautiful Moment in Life, Pt. 1, 2015)                              | Pdogg "Hitman" Bang RM Suga J-Hope Brother Su                                                               | Pdogg                              | 3:31                               |
| 7.                                 | "Run" (từ The Most Beautiful Moment in Life, Pt. 2, 2015)                                   | Pdogg "Hitman" Bang RM Suga V Jungkook J-Hope                                                               | Pdogg                              | 3:57                               |
| 8.                                 | "Fire" (불타오르네; từ The Most Beautiful Moment in Life: Young Forever, 2016)              | Pdogg "Hitman" Bang RM Suga J-Hope Devine Channel                                                           | Pdogg                              | 3:23                               |
| 9.                                 | "Blood Sweat & Tears" (피 땀 눈물; từ Wings, 2016)                                          | Pdogg RM Suga J-Hope "Hitman" Bang Kim Do-hoon                                                              | Pdogg                              | 3:37                               |
| 10.                                | "Spring Day" (봄날; từ You Never Walk Alone, 2017)                                          | Pdogg RM Adora "Hitman" Bang Arlissa Ruppert Peter Ibsen Suga                                               | Pdogg                              | 4:34                               |
| 11.                                | "DNA" (từ Love Yourself: Her, 2017)                                                         | Pdogg "Hitman" Bang Kass Supreme Boi Suga RM                                                                | Pdogg                              | 3:43                               |
| 12.                                | "Fake Love" (từ Love Yourself: Tear, 2018)                                                  | Pdogg "Hitman" Bang RM                                                                                      | Pdogg                              | 4:02                               |
| 13.                                | "Idol" (từ Love Yourself: Answer, 2018)                                                     | Pdogg Supreme Boi "Hitman" Bang Ali Tamposi Roman Campolo RM                                                | Pdogg                              | 3:43                               |
| 14.                                | "Boy with Luv" (작은 것들을 위한 시; hợp tác với Halsey; từ Map of the Soul: Persona, 2019) | Pdogg RM Melanie Joy Fontana Michel "Lindgren" Schulz "Hitman" Bang Suga Emily Weisband J-Hope Halsey       | Pdogg                              | 3:49                               |
| 15.                                | "On" (từ Map of the Soul: 7, 2020)                                                          | Pdogg RM August Rigo Fontana Schulz Suga J-Hope Antonina Armato Krysta Youngs Julia Ross                    | Pdogg                              | 4:06                               |
| 16.                                | "Dynamite" (từ Be, 2020)                                                                    | David Stewart Jessica Agombar                                                                               | Stewart                            | 3:19                               |
| 17.                                | "Life Goes On" (từ Be, 2020)                                                                | Pdogg RM Ruuth Chris James Armato Suga J-Hope                                                               | Pdogg                              | 3:27                               |
| 18.                                | "Butter" (đĩa đơn không có trong album, 2021)                                               | Jenna Andrews Rob Grimaldi Stephen Kirk RM Alex Bilowitz Sebastian Garcia Ron Perry                         | Grimaldi Kirk Perry                | 2:44                               |
| 19.                                | "Yet to Come (The Most Beautiful Moment)"                                                   | Pdogg RM Max Dan Gleyzer Suga J-Hope                                                                        | Pdogg                              | 3:19                               |

| Danh sách bài hát của Proof – CD 2 | Danh sách bài hát của Proof – CD 2                                                                          | Danh sách bài hát của Proof – CD 2 | Danh sách bài hát của Proof – CD 2                | Danh sách bài hát của Proof – CD 2 |
| STT                                | Nhan đề | Sáng tác | Sản xuất                                          | Thời lượng                         |
| ---------------------------------- | --- | --- | ------------------------------------------------- | ---------------------------------- |
| 1.                                 | "Run BTS" (달려라 방탄)                                                                                     | Dwayne Abernathy Jr. RM Ebenezer J-Hope Ghstloop Jungkook Suga Oneye (Pontus Kalm) Daniel Caesar Ludwig Lindell Fontana Schulz Feli Ferraro | Dem Jointz for U Made Us What We Are LLC Ghstloop | 3:25                               |
| 2.                                 | "Intro: Persona" (solo của RM; từ Map of the Soul: Persona, 2019)                                           | Hiss Noise RM Pdogg | Hiss Noise                                        | 2:54                               |
| 3.                                 | "Stay" (thể hiện bởi RM, Jin và Jungkook; từ Be, 2020)                                                      | Arston Jungkook RM Jin | Arston                                            | 3:25                               |
| 4.                                 | "Moon" (solo của Jin; từ Map of the Soul: 7, 2020)                                                          | Slow Rabbit RM Jin Adora Jordan "DJ Swivel" Young Candace Nicole Sosa Caesar Lindell                                                        | Slow Rabbit                                       | 3:29                               |
| 5.                                 | "Jamais Vu" (thể hiện bởi Jin, J-Hope và Jungkook; từ Map of the Soul: 7, 2020)                             | Marcus McCoan Owen Roberts Matty Thomson Max Lynedoch Graham Camilla Anne Stewart RM J-Hope "Hitman" Bang                                   | Arcades Bad Milk McCoan                           | 3:46                               |
| 6.                                 | "Trivia 轉: Seesaw" (solo của Suga; từ Love Yourself: Answer, 2018)                                         | Slow Rabbit Suga | Slow Rabbit Suga                                  | 4:06                               |
| 7.                                 | "BTS Cypher Pt. 3: Killer" (hợp tác với Supreme Boi; thể hiện bởi RM, Suga và J-Hope; từ Dark & Wild, 2014) | Supreme Boi RM Suga J-Hope | Supreme Boi                                       | 4:28                               |
| 8.                                 | "Outro: Ego" (solo của J-Hope; từ Map of the Soul: 7, 2020)                                                 | J-Hope Hiss Noise Supreme Boi | Hiss Noise                                        | 3:16                               |
| 9.                                 | "Her" (thể hiện bởi RM, Suga và J-Hope; từ Love Yourself: Answer, 2018)                                     | Suga Slow Rabbit RM J-Hope | Suga Slow Rabbit                                  | 3:49                               |
| 10.                                | "Filter" (solo của Jimin; từ Map of the Soul: 7, 2020)                                                      | Tom Wiklund Hilda Stenmalm "Hitman" Bang Lee Seu-ran Lutra Danke Bobby Chung Ahn Bok-jin Fallin' Dild Neon Boy                              | Wiklund                                           | 3:00                               |
| 11.                                | "Friends" (친구; thể hiện bởi Jimin và V; từ Map of the Soul: 7, 2020)                                      | Pdogg Supreme Boi Jimin Adora Martin Sjølie Stella Jang                                                                                     | Pdogg Jimin                                       | 3:19                               |
| 12.                                | "Singularity" (solo của V; từ Love Yourself: Tear, 2018)                                                    | Charlie J. Perry RM | Charlie                                           | 3:17                               |
| 13.                                | "00:00 (Zero O'Clock)" (thể hiện bởi Jin, Jimin, V và Jungkook; từ Map of the Soul: 7, 2020)                | Pdogg RM Jessie Lauryn Foutz Antonina Armato                                                                                                | Pdogg                                             | 4:10                               |
| 14.                                | "Euphoria" (solo của Jungkook; từ Love Yourself: Answer, 2018)                                              | Young Sosa Fontana "Hitman" Bang Supreme Boi Adora RM                                                                                       | Young                                             | 3:49                               |
| 15.                                | "Dimple" (보조개; thể hiện bởi Jin, Jimin, V và Jungkook; từ Love Yourself: Her, 2017)                      | Matthew Tishler Allison Kaplan RM | Tishler Crash Cove                                | 3:16                               |

| Danh sách bài hát của Proof – CD 3 | Danh sách bài hát của Proof – CD 3                    | Danh sách bài hát của Proof – CD 3                                                                          | Danh sách bài hát của Proof – CD 3 | Danh sách bài hát của Proof – CD 3 |
| STT                                | Nhan đề                                               | Sáng tác | Sản xuất                           | Thời lượng                         |
| ---------------------------------- | ----------------------------------------------------- | --- | ---------------------------------- | ---------------------------------- |
| 1.                                 | "Jump" (phiên bản demo)                               | Suga Pdogg RM Supreme Boi                                                                                   | Suga Pdogg Supreme Boi             | 2:26                               |
| 2.                                 | "Young Love" (애매한 사이)                            | Pdogg RM | Pdogg                              | 2:38                               |
| 3.                                 | "Boy in Luv" (phiên bản demo)                         | Pdogg "Hitman" Bang RM Suga Supreme Boi                                                                     | Pdogg                              | 3:39                               |
| 4.                                 | "Quotation Mark" (따옴표)                             | Pdogg RM J-Hope                                                                                             | Pdogg                              | 2:59                               |
| 5.                                 | "I Need U" (phiên bản demo)                           | Pdogg "Hitman" Bang RM Suga Brother Su J-Hope                                                               | Pdogg                              | 2:42                               |
| 6.                                 | "Boyz with Fun" (흥탄소년단; phiên bản demo)          | Suga Pdogg "Hitman" Bang RM J-Hope Jin Jimin V                                                              | Suga Pdogg                         | 4:08                               |
| 7.                                 | "Tony Montana" (thể hiện bởi Agust D với Jimin)       | Agust D Supreme Boi                                                                                         | Agust D Pdogg Supreme Boi          | 3:20                               |
| 8.                                 | "Young Forever" (phiên bản demo của RM)               | RM Slow Rabbit Pdogg                                                                                        | RM Slow Rabbit Pdogg               | 2:17                               |
| 9.                                 | "Spring Day" (phiên bản demo của V)                   | Pdogg V RM "Hitman" Bang Adora                                                                              | Pdogg                              | 2:13                               |
| 10.                                | "DNA" (phiên bản demo của J-Hope)                     | Pdogg J-Hope                                                                                                | Pdogg                              | 1:51                               |
| 11.                                | "Epiphany" (phiên bản demo của Jin; thể hiện bởi Jin) | Slow Rabbit Adora Jin                                                                                       | Slow Rabbit                        | 3:46                               |
| 12.                                | "Seesaw" (phiên bản demo)                             | Suga | Suga                               | 3:09                               |
| 13.                                | "Still with You" (a cappella; thể hiện bởi Jungkook)  | Jungkook | Jungkook                           | 4:00                               |
| 14.                                | "For Youth"                                           | RM Imad Royal Rogét Chahayed Blaise Railey Drew Love 4rest J-Hope Suga Hiss Noise Slow Rabbit "Hitman" Bang | Chahayed Royal                     | 4:25                               |